# Greux
Greux este o comună franceză situată în departamentul Vosges. Situată în regiunea istorică Lorena, această comună face parte din 2016 din regiunea administrativă Grand Est.
Comuna este situată la 1 km nord de Domrémy-la-Pucelle, satul natal al Ioanei d'Arc, iar aceasta a declarat în timpul procesului său că este originară din Domremy de Greux.

## Geografie
Greux este o mică comună rurală din vestul Vosgilor, situată la 1 km nord de Domrémy-la-Pucelle. Satul se întinde de-a lungul drumului departamental 164, fost RN 64, pe malul stâng al râului Meuse. Este traversat de pârâul Roises, care poartă numele satului meusean limitrof. Punctul cel mai înalt, la 411 m în pădurea Greux, este împărțit cu Goussaincourt, care se află la nordul comunei.

### Comune limitrofe

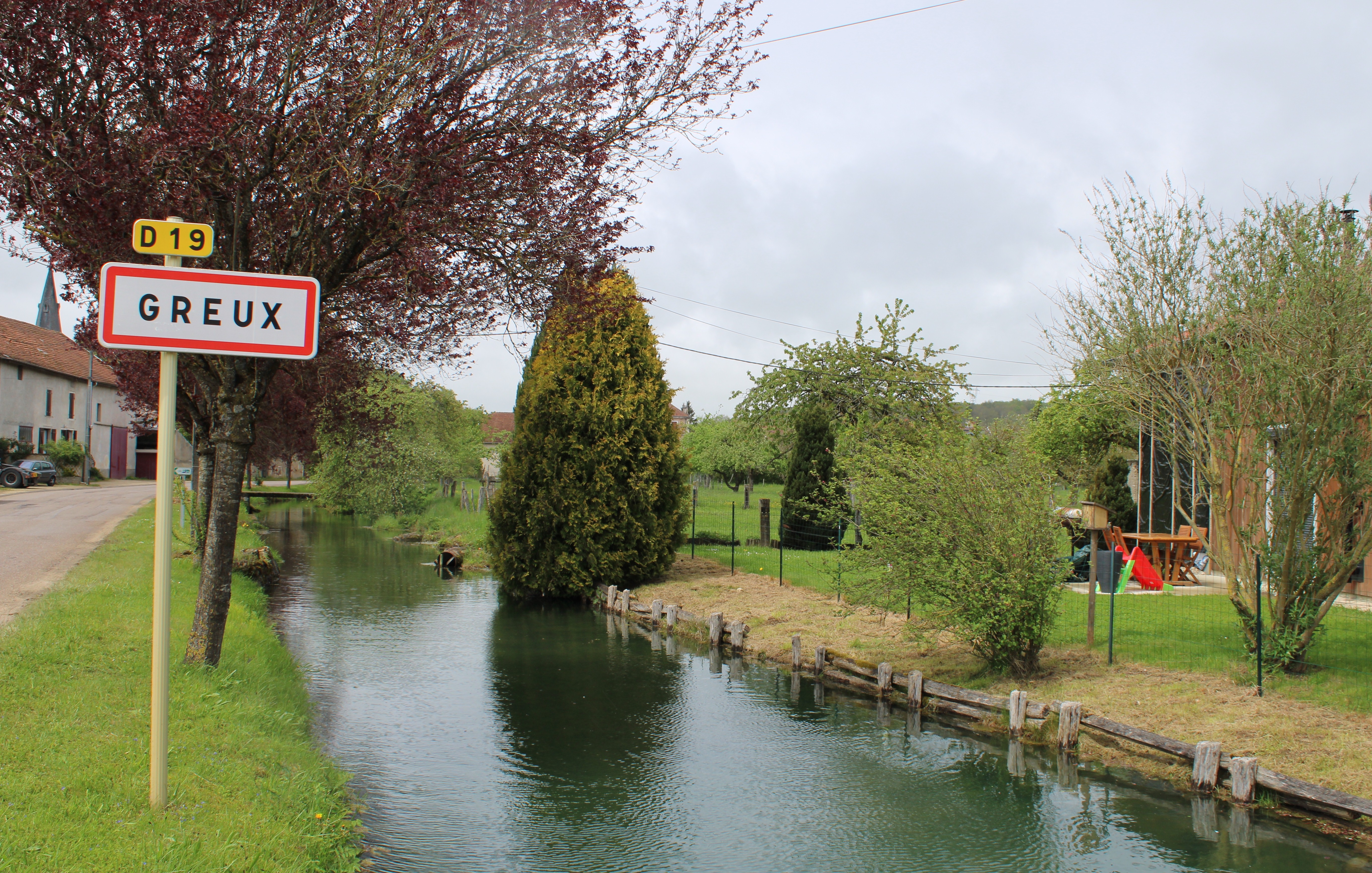
Intrarea în sat.

| Vouthon-Haut (Meuse) | Goussaincourt (Meuse) | Brixey-aux-Chanoines (Meuse) |
| Les Roises (Meuse)   |                       | Maxey-sur-Meuse              |
|                      | Domrémy-la-Pucelle    |                              |

### Hidrografie
Comuna este situată în bazinul hidrografic al râului Meuse, în cadrul bazinului Rin-Meuse. Este drenată de râul Meuse, de Noue de Burey și de pârâul Roises.
Fluviul Meuse își are izvorul în Franța, în comuna Le Châtelet-sur-Meuse, la o altitudine de 409 metri, și se varsă în Marea Nordului după un parcurs de aproximativ 950 de kilometri, traversând Franța pe o distanță de 486 de kilometri, Belgia și Țările de Jos.

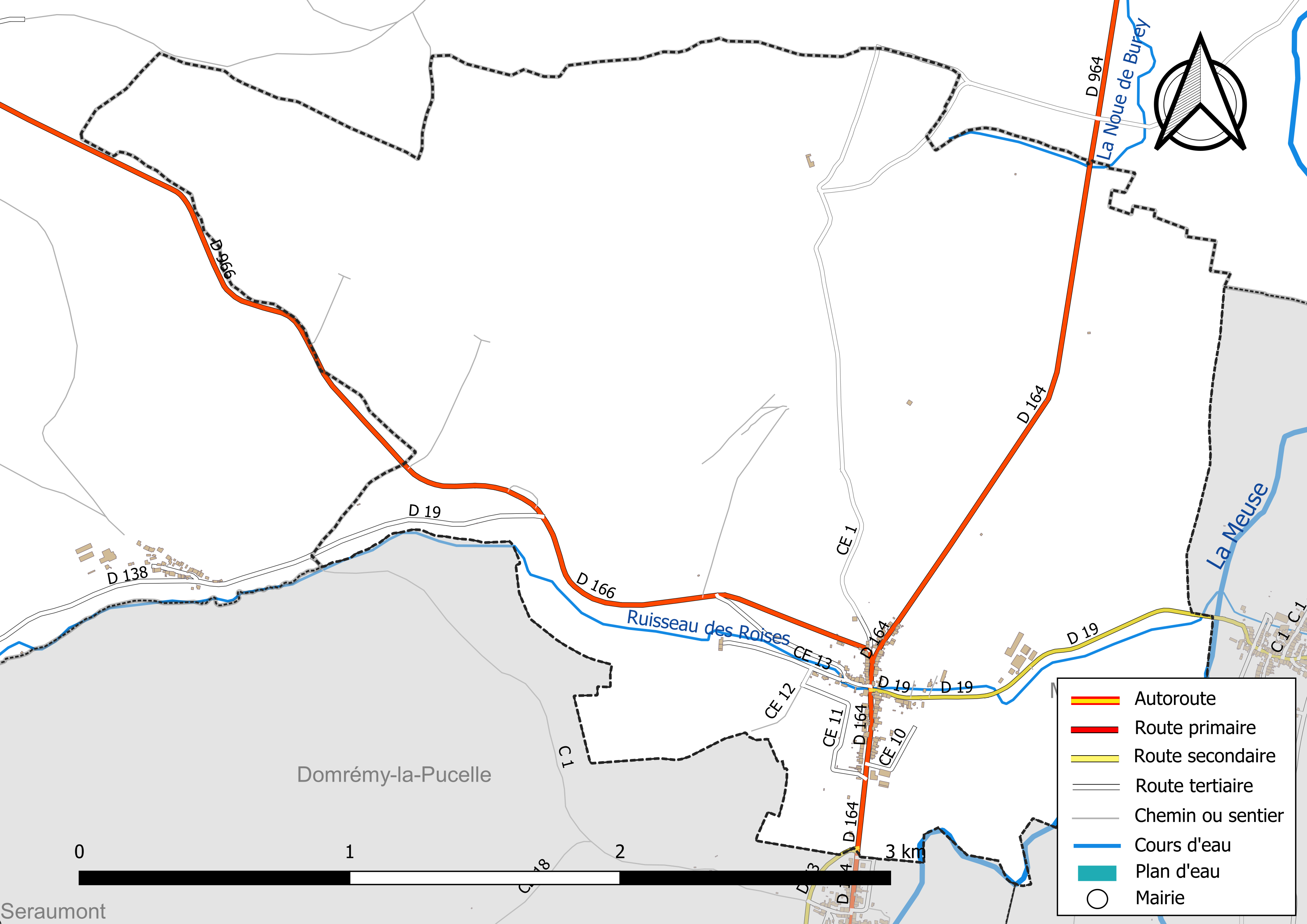
Rețelele hidrografice și rutiere Greux.

Calitatea apei și a cursurilor de apă poate fi consultată pe un site dedicat, gestionat de agențiile de apă și de Agenția Franceză pentru Biodiversitate.

### Clima
În 2010, clima comunei era de tip montan, conform unui studiu al Centrului Național de Cercetare Științifică (CNRS) pe baza unui set de date care acoperă perioada 1971-2000 bazat pe o serie de date din perioada 1971-2000. În 2020, Météo-France a publicat o tipologie a climatului pentru Franța metropolitană, în care comuna este caracterizată de un climat oceanic alterat și se află în regiunea climatică Lorena, platoul Langres și Morvan. Această zonă se distinge prin ierni aspre (1,5 °C), vânturi moderate și ceață frecventă în toamnă și iarnă.
Pentru perioada 1971-2000, temperatura medie anuală este de 9,7 °C, cu o amplitudine termică anuală de 16,7 °C. Cumulul anual mediu de precipitații este de 927 mm, cu 12,9 zile de precipitații în ianuarie și 9,6 zile în iulie. Pentru perioada 1991-2020, temperatura medie anuală observată la stația meteorologică Météo-France cea mai apropiată, „Rollainville”, situată în comuna Rollainville la 10 km în linie dreaptă, este de 10,3 °C și cumulul anual mediu de precipitații este de 860,3 mm. Temperatura maximă înregistrată la această stație este de 39,6 °C, atinsă pe 25 iulie 2019; temperatura minimă este de −18,2 °C, atinsă pe 20 decembrie 2009.
Parametrii climatici ai comunei au fost estimați pentru mijlocul secolului (2041-2070) conform diferitelor scenarii de emisie de gaze cu efect de seră, bazate pe noile proiecții climatice de referință DRIAS-2020. Aceștia pot fi consultați pe un site dedicat publicat de Météo-France în noiembrie 2022.

## Urbanism

### Tipologie
La 1 ianuarie 2024, Greux este clasificată drept comună rurală cu habitat dispersat, conform noii grile comunale de densitate cu șapte niveluri definită de INSEE (Institutul Național de Statistică și Studii Economice) în 2022. Ea este situată în afara unei unități urbane. De asemenea, comuna face parte din zona metropolitană a orașului Neufchâteau, fiind o comună din periferie. Această zonă, care cuprinde 72 de comune, este clasificată în categoriile de zone cu mai puțin de 50.000 de locuitori.

### Utilizarea terenului
Ocuparea terenurilor din comună, așa cum reiese din baza de date europeană privind ocuparea biogeografică a terenurilor Corine Land Cover (CLC), este marcată de importanța teritoriilor agricole (51,7 % în 2018), o proporție relativ echivalentă cu cea din 1990 (52,1 %). Repartizarea detaliată în 2018 este următoarea: medii cu vegetație arbustivă și/sau ierboasă (38,8 %), pajiști (33,6 %), terenuri arabile (17,5 %), păduri (6,7 %), zone urbanizate (2,7 %), zone agricole eterogene (0,6 %). Evoluția ocupării terenurilor în comună și a infrastructurilor sale poate fi observată pe diferitele reprezentări cartografice ale teritoriului: harta Cassini (secolul XVIII), harta de stat-major (1820-1866) și hărțile sau fotografiile aeriene ale IGN pentru perioada actuală (1950 până în prezent).

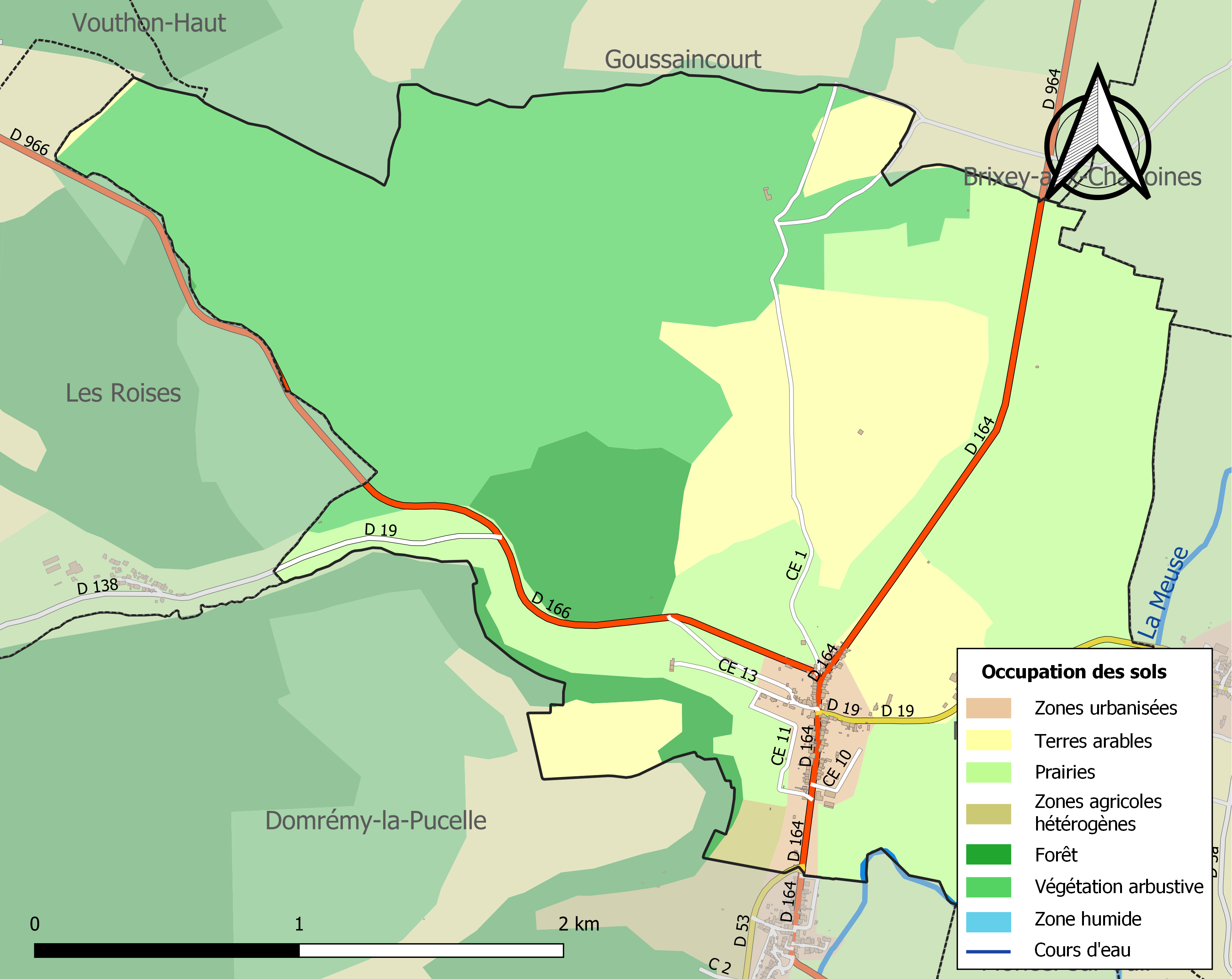
Harta infrastructurii și utilizării terenului a comunei în 2018 (CLC).

## Istorie

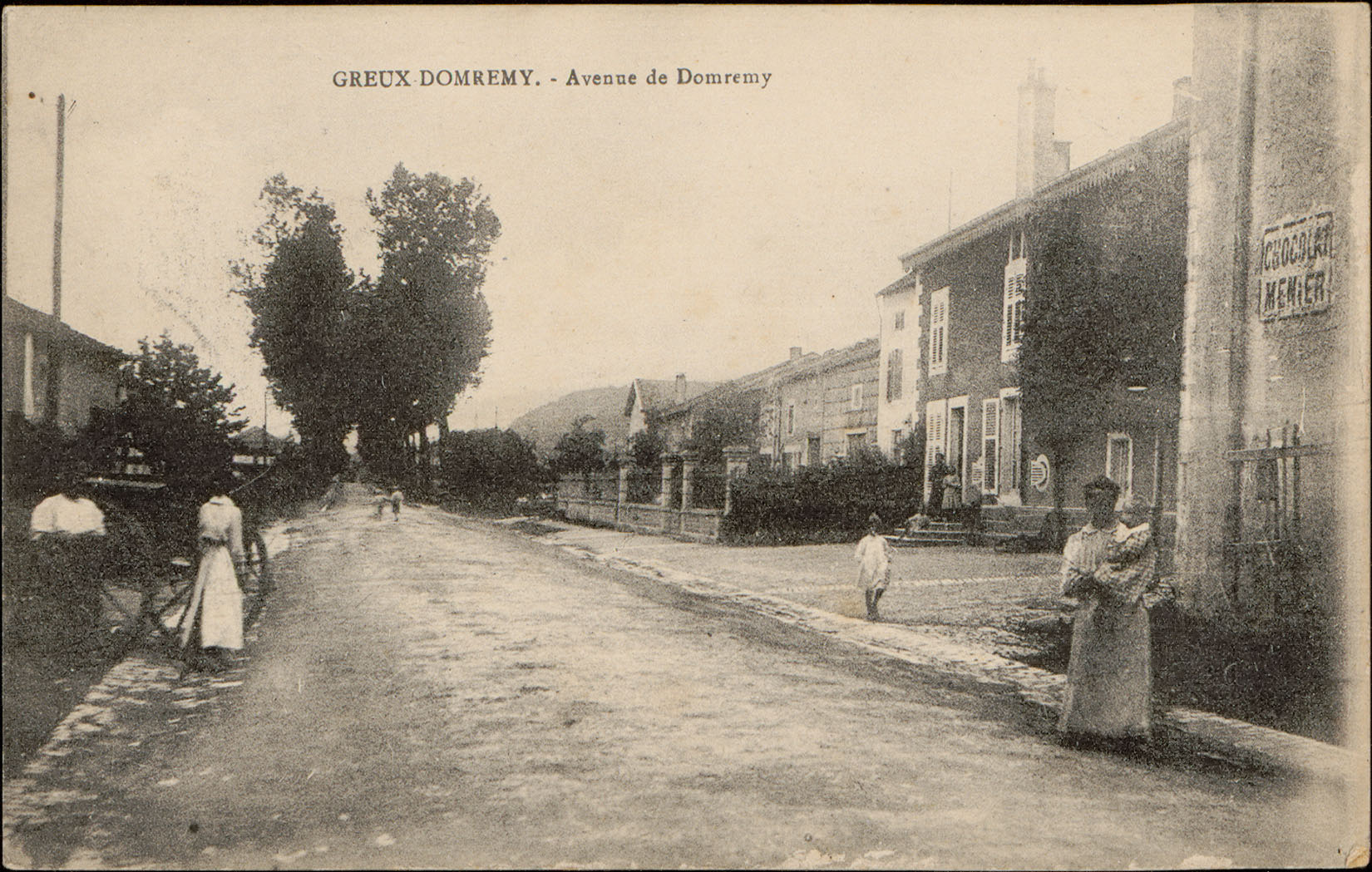
Avenue de Domremy din Greux.

Domremy (sau cel puțin partea în care se afla casa Ioanei d'Arc, adică partea de nord a satului) a fost scutit de impozite de către Carol al VII-lea după încoronarea sa, cu ocazia înnobilării Ioanei d'Arc. Greux a beneficiat și el de acest privilegiu.
- Jehan Leclerc de Pulligney apără interesele locuitorilor din Domremy și ale stăpânului lor în timpul unui proces din 1428. El îl înlocuiește pe Jacques d'Arc ca procuror. Vaucouleurs și Robert[n 5], stăpânul de Baudricourt și de Blaise, căpitan de Vaucouleurs și Greux, sunt adesea menționați într-un act care îl privește.

Domrémy, anexat la Lorena în 1571, a pierdut privilegiul la acea dată, deoarece făcea parte din Sfântul Imperiu Roman Germanic. În schimb, rămânând franceză, orașul Greux a putut beneficia de privilegiu până în 1766.
Satul și biserica sa au fost distruse de suedezi în timpul Războiului de Treizeci de Ani.

## Populația și societatea

### Date demografice
Evoluția numărului de locuitori este cunoscută prin recensămintele populației efectuate în comuna respectivă începând din 1793. Pentru comunele cu mai puțin de 10 000 de locuitori, un recensământ al întregii populații este realizat la fiecare cinci ani, populațiile legale pentru anii intermediari fiind estimate prin interpolare sau extrapolare. Pentru comuna respectivă, primul recensământ exhaustiv în cadrul noului dispozitiv a fost realizat în 2006.
În 2021, comuna număra 138 locuitori, în scădere cu 15,34 % față de 2015 (Vosges: −31,91 %, Franța fără Mayotte: +1,84%).
| An        | 1793 | 1821 | 1841 | 1856 | 1876 | 1886 | 1901 | 1921 | 1936 | 1962 | 1982 | 2006 | 2016 | 2021 |
| --------- | ---- | ---- | ---- | ---- | ---- | ---- | ---- | ---- | ---- | ---- | ---- | ---- | ---- | ---- |
| Populație | 255  | 285  | 280  | 302  | 262  | 264  | 262  | 230  | 226  | 171  | 164  | 163  | 159  | 138  |

## Cultura și patrimoniul local

### Locuri si monumente

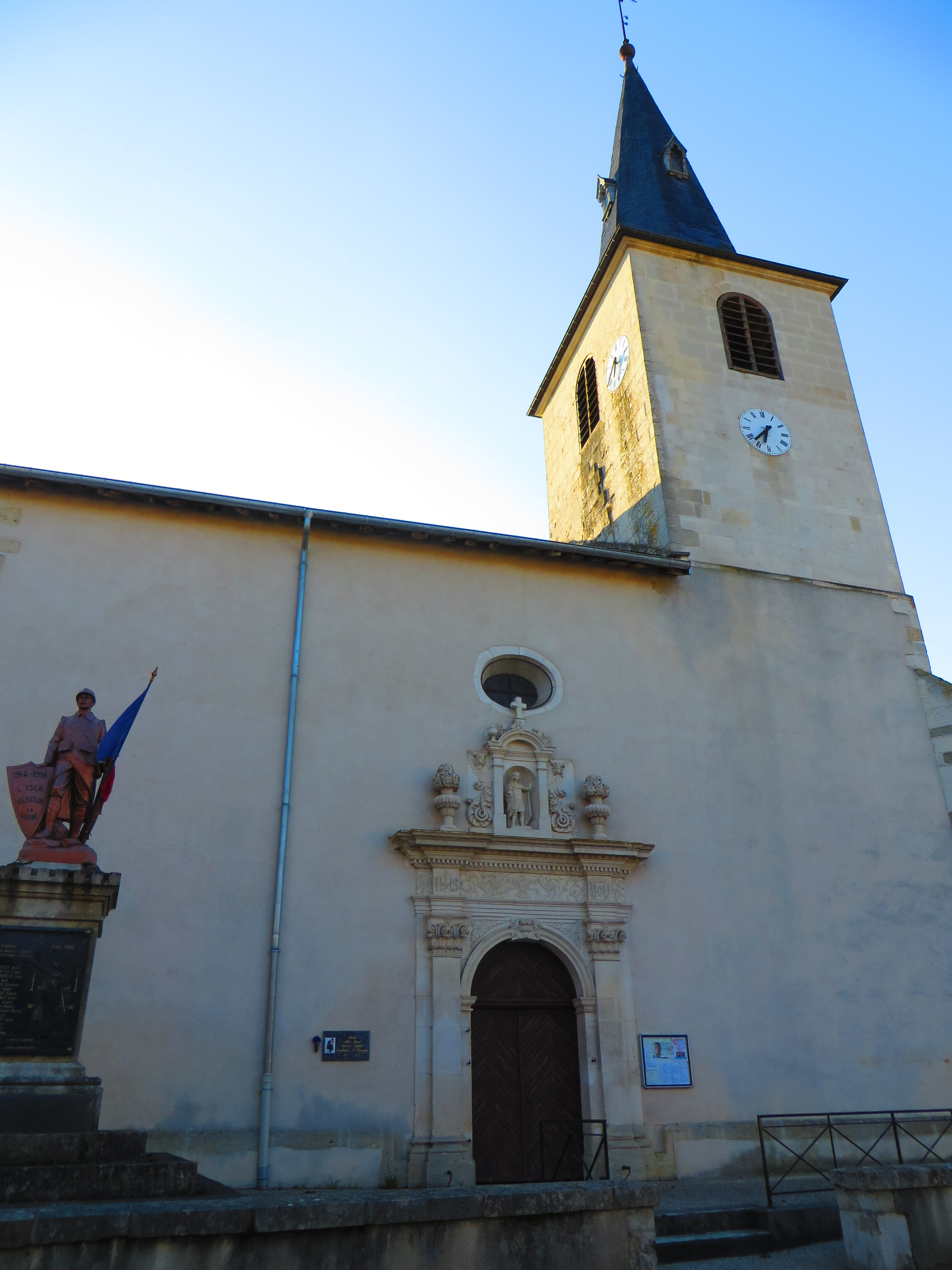
Biserica Saint-Maurice

- Biserica Saint-Maurice, secolul XVIII.
- Capela de Bermont: capelă fondată în secolul al XII-lea, unde, în tinerețe, Ioana d'Arc se ducea aproape în fiecare sâmbătă în pelerinaj. A fost înscrisă în registrul monumentelor istorice printr-un decret din 11 decembrie 1998[29].

### Cărți poștale vechi

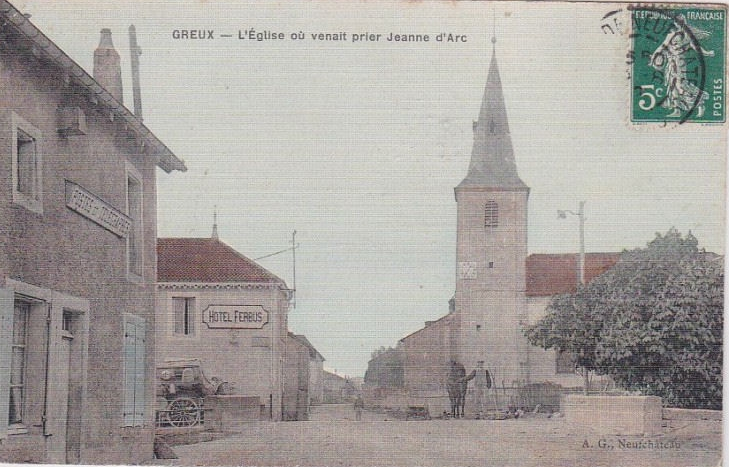
Vedere asupra satului și a bisericii în jurul anului 1920.
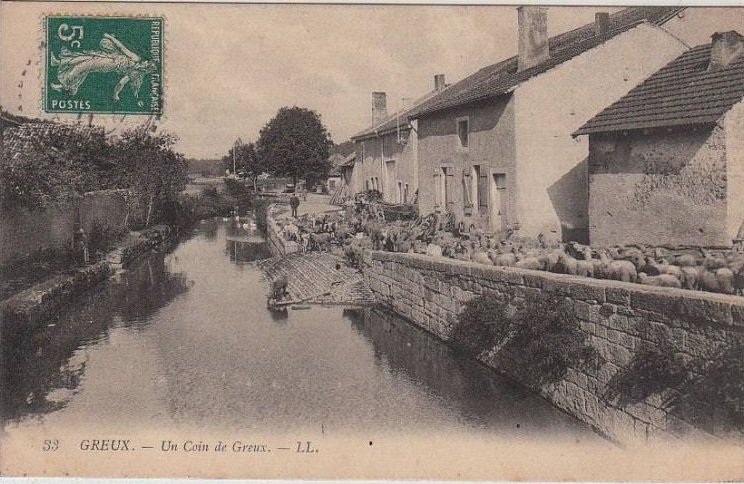
Pe malul pârâului Les Roisses în jurul anului 1920.
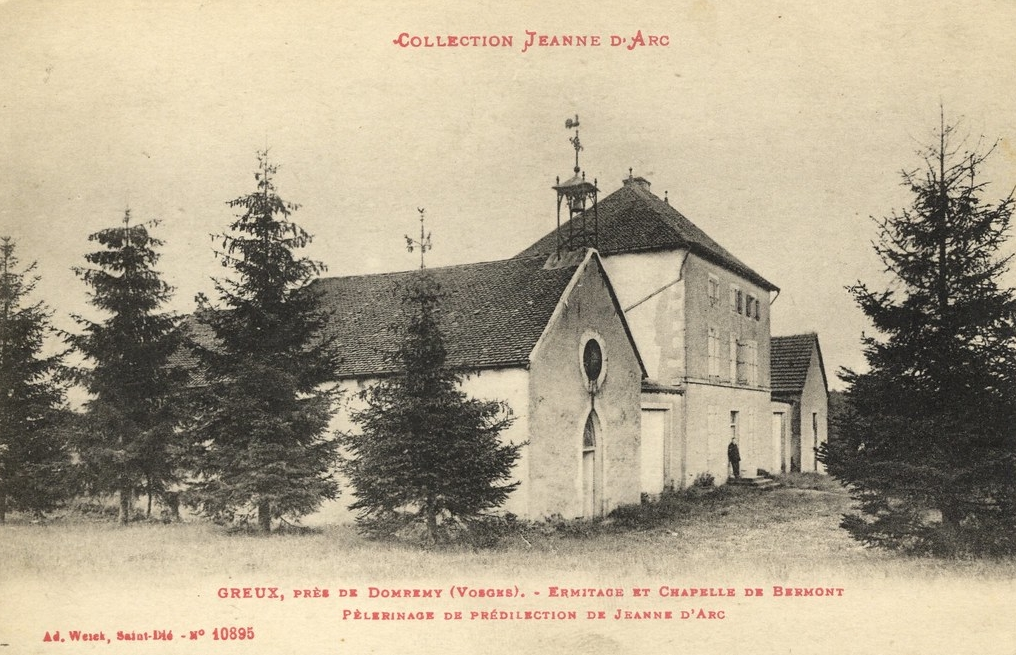
Capela Bermont în jurul anului 1920.
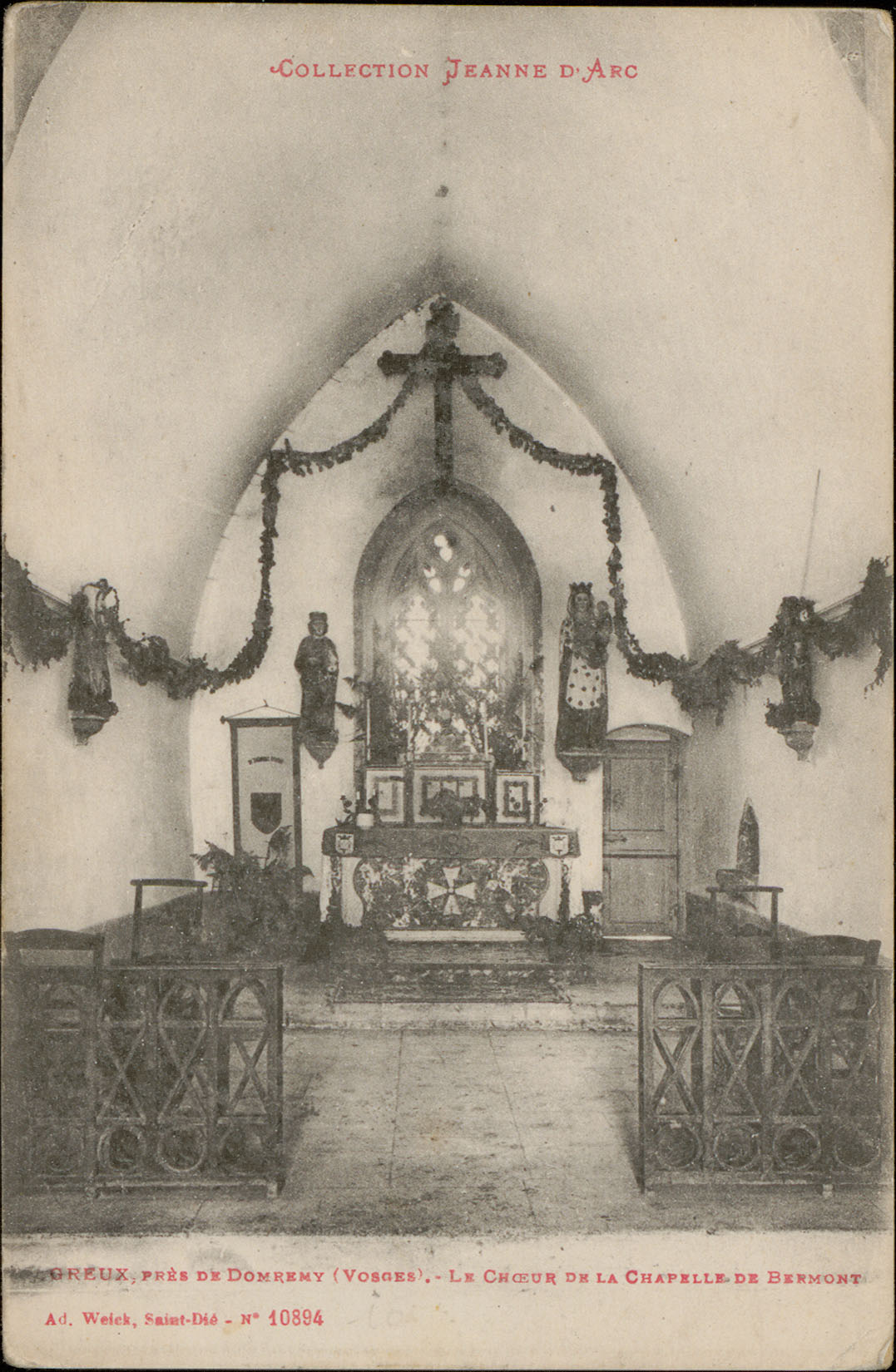
Corul capelei Bermont.

### Personalități marcante
- Ioana d'Arc mergea săptămânal la capela de Bermont. Ea a declarat în timpul procesului său că este originară din Domremy de Greux. O stradă din sat poartă numele ei.